# Dichaea globosa
Dichaea globosa là một loài thực vật có hoa trong họ Lan. Loài này được Dressler & Pupulin mô tả khoa học đầu tiên năm 2006.